# Le Jeudi (film)
Pour les articles homonymes, voir Le Jeudi.
Pour plus de détails, voir Fiche technique et Distribution.
Le Jeudi (Il giovedì) est un film italien réalisé par Dino Risi et sorti en 1964.

## Synopsis
Un jeudi du mois de septembre à Rome. Un jeune collégien de huit ans, Robertino, élevé par une gouvernante suisse, lie connaissance avec son père naturel, Dino, un homme endetté et entretenu par une maîtresse. Au fil de la journée, l'enfant et l'adulte finissent par se rapprocher…

## Fiche technique
Sauf indication contraire, les informations mentionnées dans cette section peuvent être confirmées par la base de données cinématographiques IMDb,  présente dans la section « Liens externes ».
- Titre français : Le Jeudi[1]
- Titre original : Il giovedì
- Réalisation : Dino Risi
- Scénario : Castellano et Pipolo, Dino Risi
- Photographie : Alfio Contini
- Décors : Alberto Baccianti, Riccardo Domenici
- Costumes : Danda Ortona
- Montage : Gisa Radicchi Levi
- Musique : Armando Trovajoli
- Production : Isidoro Broggi, Renato Libassi, Marcello Girosi pour DDL et Centerfilm
- Pays de production :  Italie
- Langue de tournage : italien
- Format :  Noir et blanc - 1,85:1 - Son mono - 35 mm
- Durée : 105 minutes (1 h 45)
- Dates de sortie : 
  - Italie : 22 janvier 1964
  - France : 26 octobre 2011[1]

## Distribution
- Walter Chiari : Dino Versini, un raté hâbleur qui a obtenu la garde de son fils de huit ans pour une journée
- Roberto Ciccolini : Robertino, son petit garçon de huit ans
- Michèle Mercier : Elsa, la compagne actuelle de Dino
- Umberto D'Orsi : Rigoni
- Alice et Ellen Kessler : elles-mêmes, qui enregistrent un disque à Rome
- Emma Baron : Giulia Versini, la mère de Dino
- Milena Vukotic : Lidia, la voisine de palier
- Carol Walker : Anna, l'ex-femme de Dino
- Olimpia Cavalli : Olimpia
- Else Sandom : la gouvernante de Robertino
- Carole Walker : Anna, l'ex-femme de Dino
- Liliana Macalè
- Silvio Bagolini : le docteur
- Gloria Parri
- Consalvo Dell'Arti : le réceptionniste de l'hôtel
- Margherita Horowitz : la kleptomane

## Autour du film
Après avoir établi qu'Il giovedi coïncidait avec la période la plus fructueuse de Dino Risi, se plaçant entre Le Fanfaron et Les Monstres, Jean A. Gili note que si le film passe pour une œuvre secondaire, Risi, lui, a souvent affirmé qu'il aimait celle-ci « particulièrement, une œuvre tendre dont l'humour cerne les travers du quotidien et souligne les médiocrités d'une vie ordinaire ».
Tourné largement en extérieurs, « là où le cinéaste peut donner libre cours à son goût de l'observation ironique », Il giovedi est, à vrai dire, « un film de metteur en scène : à partir des indications ténues d'un scénario minimaliste, Risi joue sur la gamme des sentiments qui s'instaurent entre un adulte et un enfant ».